# Montignac-le-Coq
 Montignac-le-Coq  es una población y comuna francesa, en la región de Poitou-Charentes, departamento de Charente, en el distrito de Angoulême y cantón de Aubeterre-sur-Dronne.

## Demografía
| 252 | 251 | 224 | 209 | 162 | 150 |
| Para los censos de 1962 a 1999 la población legal corresponde a la población sin duplicidades (Fuente: INSEE [Consultar]) |     |     |     |     |     |